# Людвік Конаревський
Людвік Конаревський (пол. Ludwik Konarzewski; 18 серпня 1885, Вілянув, Російська імперія — 2 жовтня 1954, Істебна, Польща) — польський художник, скульптор і педагог.

## Життя та творчість
Вивчав живопис у класі Конрада Кшижановського і скульптуру під керівництвом Станіслава Ленца і Кароля Тихого у варшавській Школі витончених мистецтв, куди вступив у 1904 році. У зв'язку з участю в революційних маніфестаціях 1905 року у Варшаві змушений був покинути місто і поїхати до Кракова, де продовжив своє навчання в 1905-1910 роках в місцевій Академії мистецтв ім. Яна Матейка. Серед вчителів були такі художники, як Станіслав Дембіцький, Юзеф Мегоффер, Ян Станіславський.
Після закінчення навчання упродовж двох років подорожує разом зі своїм другом, художником і скульптором, Яном Валахом. Вони відвідують Мюнхен, Відень, Париж і Рим. У 1913 році Конаревський розписує православну церкву в селі Розол, поблизу Стрия, у нинішній Західній Україні. Тоді ж він подорожує Карпатами, де знайомиться з гуцульською культурою і мистецтвом.
У 1914 році художник одружується з Ядвігою Валах, сестрою його друга Яна. Подружжя їде у Мазовію, щоб відвідати батька Ядвіги. З початком Першої світової війни і розгортанням бойових дій в Польщі сім'я Конаревських переїжджає вглиб Росії і оселяється в селі Грачовка поблизу Бузулука, в Оренбурзькому краї. Тут Людвік займається з дітьми біженців з Польщі та Литви, а з 1918 року викладає історію та малювання в бузулуцькій школі. Тут же, в Оренбурзькому краї, народжується його син, також Людвік, який пішов шляхом батька і в майбутньому став художником. В Бузулуці проходить перша персональна виставка Конаревського (1918), незабаром він бере участь у виставці в Москві.
На початку 1920 року сім'я Конаревських повертається до Польщі. Спочатку вони живуть в Любліні, потім у Варшаві, а влітку того ж року переїжджають в Устронь, у Тешинську Сілезію. У 1923 році художник вже остаточно селиться в Сілезії, в гміні Істебна. У місцевій школі він організовує викладання мистецтва, зокрема пластики. З початком Другої світової війни сім'я повертається до Кракова, де і знаходиться під час німецької окупації. У 1945 році майстер відкриває своє художнє ательє в Катовицях і організовує викладання скульптури в Державній художній школі в Ридултови (названої згодом його ім'ям). У 1948 році художник повертається в Істебну.
Людвік Конаревський, який працював в таких областях мистецтва як живопис, скульптура, вітраж, дотримувався у художньому плані стилю модерн, а в політичних і естетичних поглядах підтримував рух младополяків, оновлення польської культури і зближення її з загальноєвропейськими тенденціями.

## Галерея

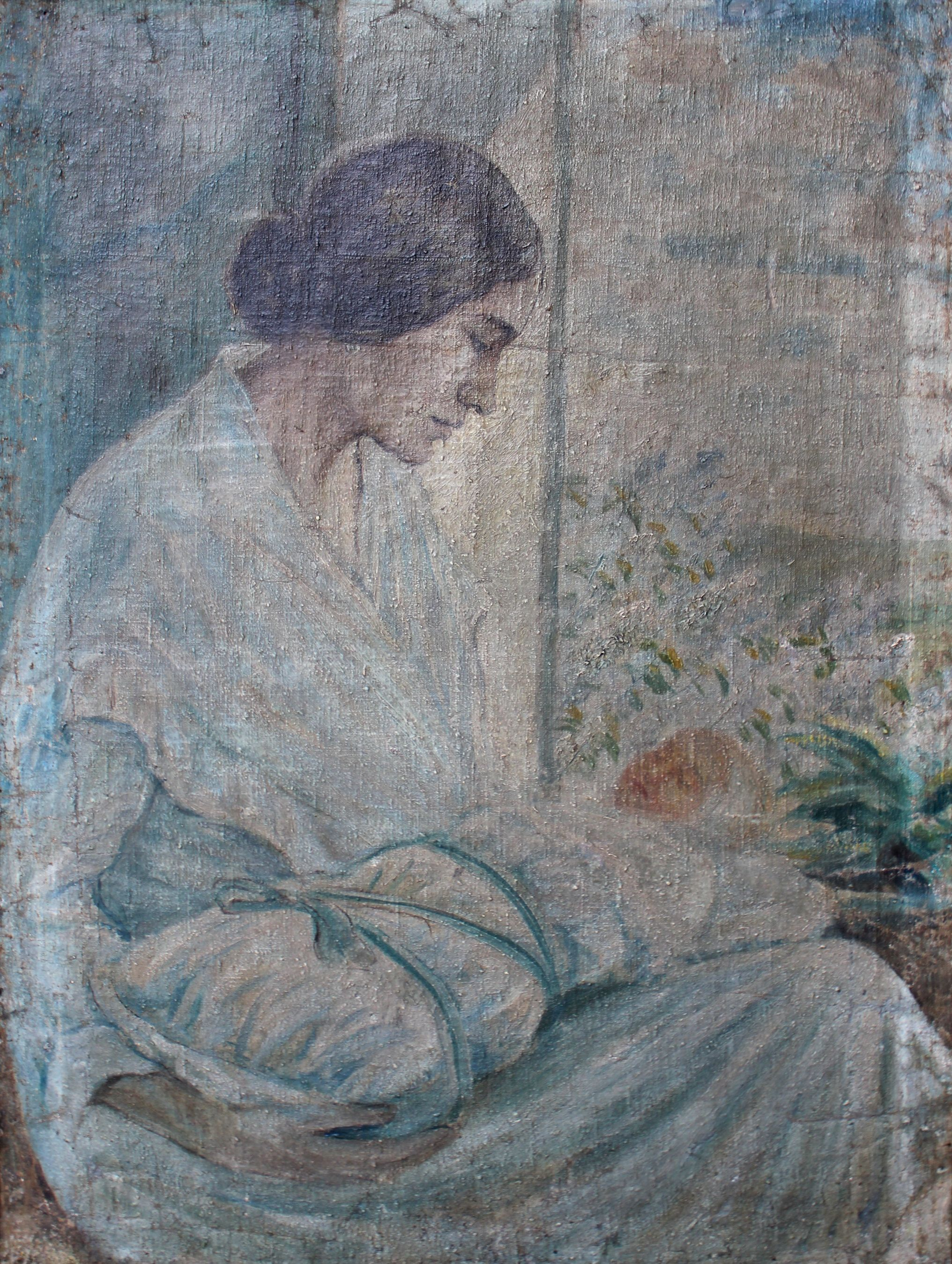
Портрет дружини Ядвіги зі сином Людвіком, (Бузулук, 1918)
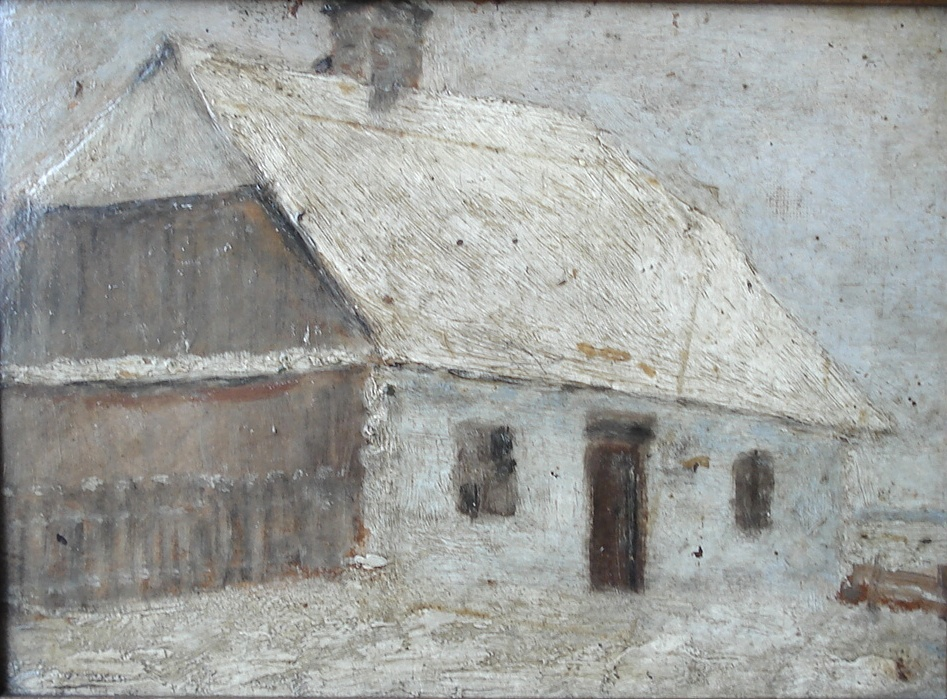
Хата біля Кракова (1905)
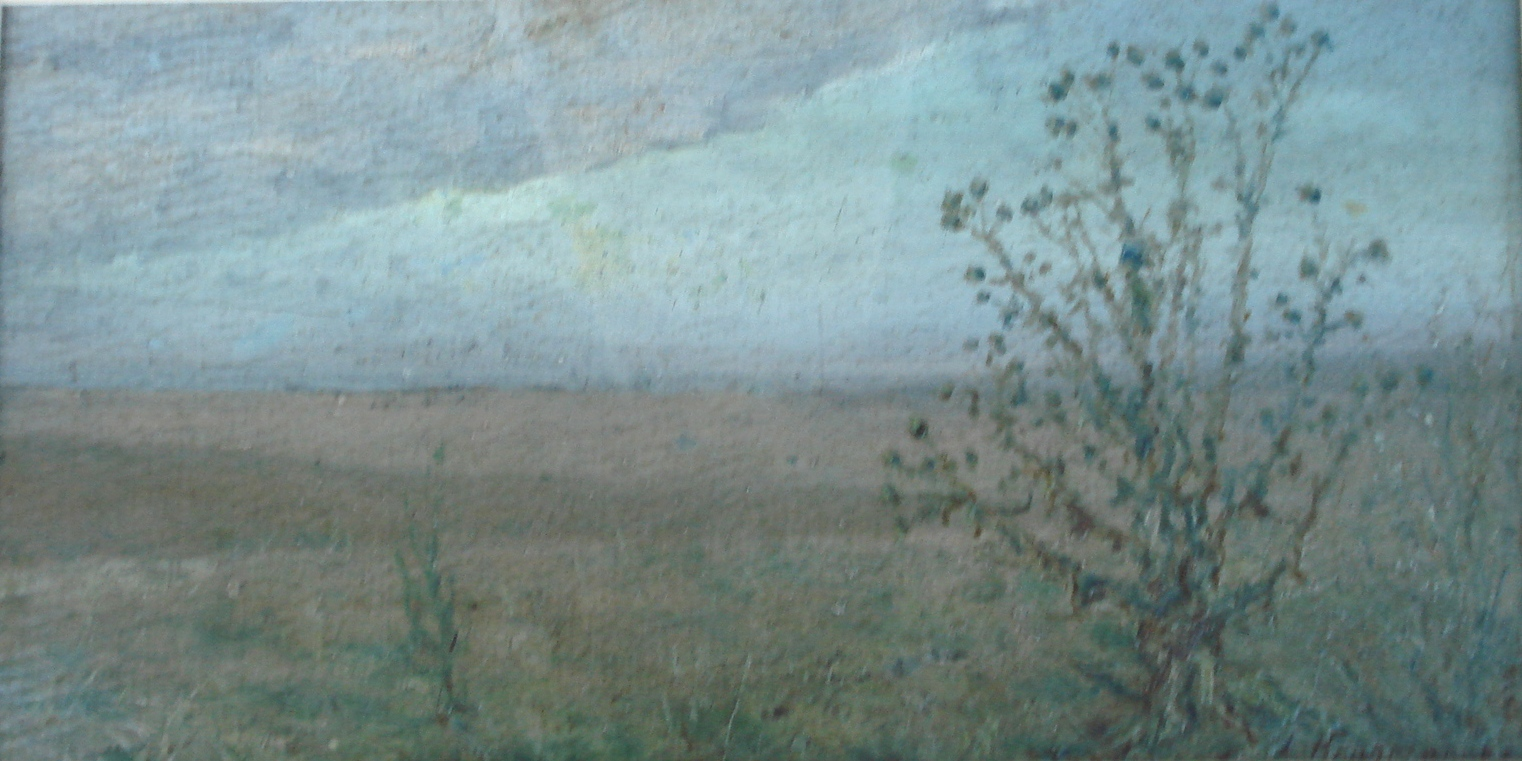
Пейзаж (Бузулук, 1915)
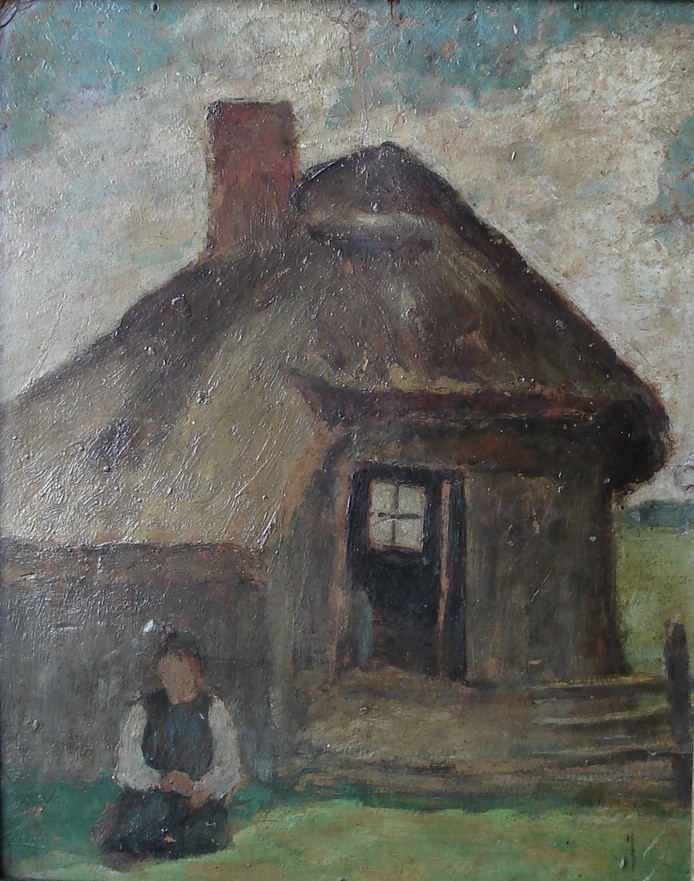
Перед дверима (1910)
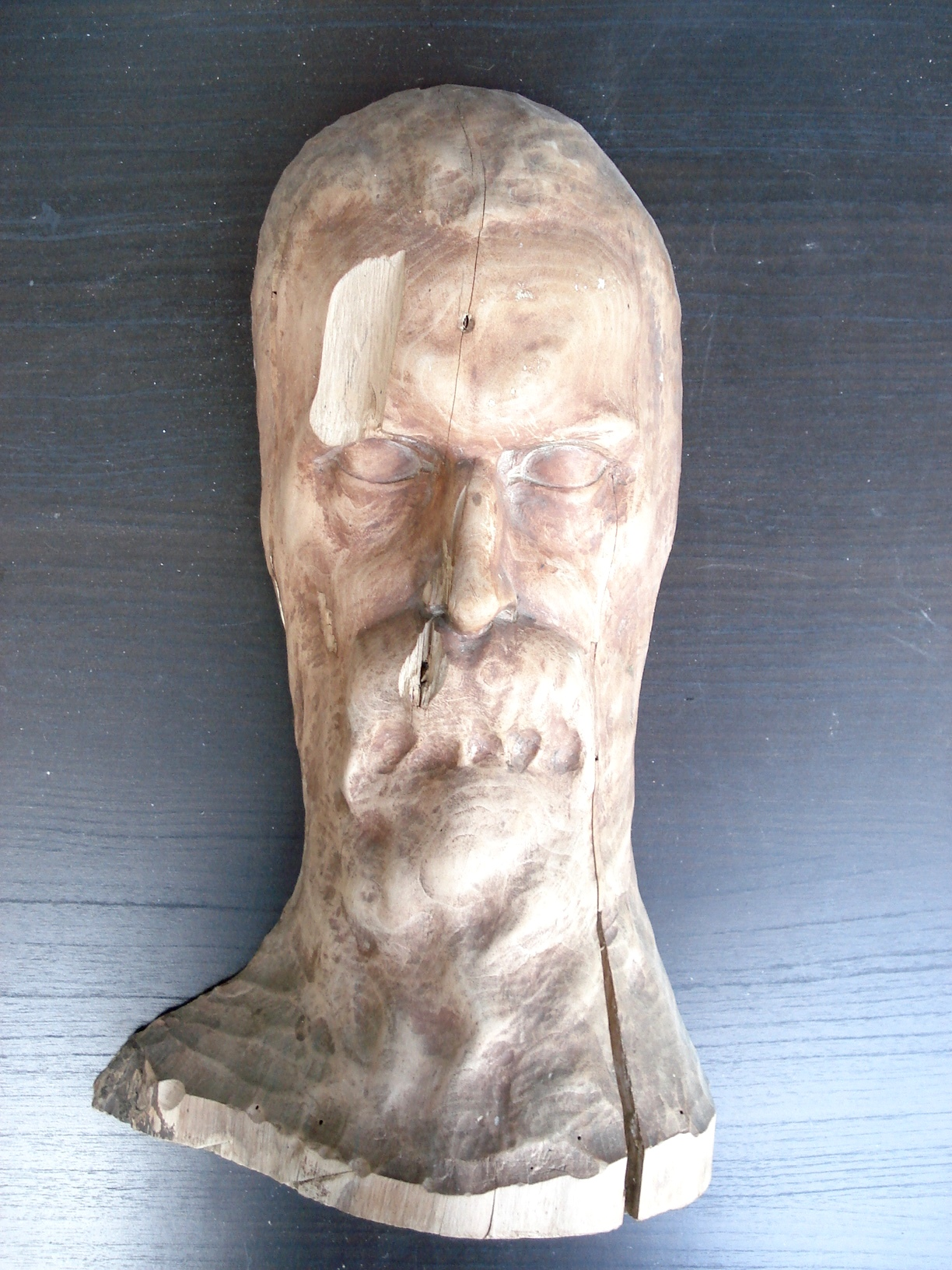
Мудрець (дерев'яна скульптура, 1930)